# Liči
Liči ili azijska trešnja (lat. Litchi chinensis)  biljka je koja potječe iz Jugozapadne Azije, s juga Kine, jug Japana otočje Ryū Kyū), Indonezije i Filipina. U rodu Litchi samo je jedna vrsta.
Liči je suptropska biljka, koja ljeti koristi visoku temperaturu i vlagu, a prezimi na hladnoći koja se ne spušta ispod točke smrzavanja. Stablo je zimzeleno, s tamnozelenim sjajnim lišćem, a naraste između 10 i 15 metara. Danas je poznato oko 100 sorti ličija. Krošnja može biti široka koliko je visoko i samo drvo, te se ponekad uzgaja kao ukrasno drvo. Listovi su dugački između 12 i 20 cm. Cvjetovi su sitni, zelenkasto bijeli ili žuti, a rastu u velikim grozdastim cvatovima. Preferira toplo i suho ljeto za cvatnju i razvoj ploda, ali je potrebna i određena količina hladnijeg zimskog vremena.
Plodovi ličija imaju oblik jajeta i dugački su oko 3 do 5 centimetara. Njihova gruba, hrapava i krhka ljuska crvena je ili ružičasta, obrasla u duže dlake. Kad se osuši postaje smećkasta. Meso ploda je bijelo, slatko i kiselo, slično grožđu, a u sredini ima veliku košticu. Liči sadrži ogromnu količinu vitamina C i B, kalija, bakra, fosfora i magnezija. Vlakna u ličiju reguliraju rad crijeva i tako poboljšavaju probavu – stolica postaje redovita, zatvor više nije problem, kao ni nadutost i vjetrovi. Osim toga, stimulira želučane i probavne sokove potičući učinkovitu apsorpciju hranjivih sastojaka.
Da bi se pojeo, oljušti se i jede poput trešanja (ukloni se nejestiva koštica). Liči je izvrstan za voćne salate, izvrsno se slaže s mangom, dinjama i višnjama. Najčešće se konzumira svježe, no može se pronaći sušeni plod ili u obliku čaja.

## Galerija
- Stablo ličija
- Plod, oljušteni plod i sjemenka ličija
- Cvjetovi ličija
- Oljušteni plodovi ličija

## Vanjske poveznice
|  | Zajednički poslužitelj ima još gradiva o temi Litchi chinensis |
|  | Wikivrste imaju podatke o taksonu Litchi chinensis             |